# Trại tập trung Bergen-Belsen
Bergen-Belsen [ˈbɛʁɡn̩.bɛlsn̩], hay Belsen, là một trại tập trung của Đức Quốc xã ở vùng Lower Sachsen ngày nay ở miền bắc nước Đức, phía tây nam thị trấn Bergen gần Celle. Ban đầu được thành lập như một trại giam giữ tù nhân chiến tranh, vào năm 1943, một phần của nó đã trở thành một trại tập trung. Ban đầu đây là một "trại trao đổi", nơi các con tin Do Thái bị giam giữ với ý định trao đổi chúng cho các tù nhân chiến tranh Đức bị giữ ở nước ngoài. Trại sau đó được mở rộng hơn để chứa người Do Thái từ các trại tập trung khác.
Sau năm 1945, tên này được áp dụng cho trại người di tản được thành lập gần đó, nhưng nó thường được liên kết nhất với trại tập trung trước chiến tranh. Từ năm 1941 đến năm 1945, gần 20.000 tù nhân chiến tranh của Liên Xô và hơn 50.000 tù nhân thuộc nhiều sắc tộc khác nhau đã chết ở đó. Số lượng tù nhân quá đông đúc, cùng với thức ăn thiếu thốn và điều kiện vệ sinh kém đã gây ra dịch sốt phát ban, lao phổi, sốt thương hàn và lỵ, dẫn đến cái chết của hơn 35.000 người trong vài tháng đầu năm 1945, ngay trước và sau khi trại được quân Đồng Minh giải phóng.
Trại được Sư đoàn 11 Thiết giáp Anh giải phóng vào ngày 15 tháng 4 năm 1945. Các binh sĩ đã phát hiện khoảng 60.000 tù nhân còn sống sót bên trong trại, hầu hết trong số họ đều bị bỏ đói gần chết và bị bệnh nặng, và 13.000 xác chết khác nằm la liệt quanh trại mà không được chôn cất. Sự khủng khiếp của trại, được ghi lại trên phim và bằng hình ảnh, đã biến cái tên "Belsen" thành biểu tượng cho tội ác của Đức Quốc xã nói chung đối với dư luận ở nhiều nước trong giai đoạn ngay sau năm 1945. Ngày nay có một đài tưởng niệm với một phòng triển lãm tại nơi này.